# Flashpoint (film 1984)
Flashpoint è un film del 1984 diretto da William Tannen.

## Trama
I due agenti di frontiera Bobby Logan e Ernie Wyatt indagano su un cadavere di un uomo, trovato in un automobile bruciata con una valigetta di un mucchio di dollari.